# Tasmanian International 2004
Il Tasmanian International 2004 è stato un torneo di tennis giocato sul cemento. È stata l'11ª edizione del Tasmanian International, che fa parte della categoria Tier V nell'ambito del WTA Tour 2004. Si è giocato al Hobart International Tennis Centre di Hobart in Australia dal 12 al 18 gennaio 2004.

## Campionesse

### Singolare
Amy Frazier ha battuto in finale  Shinobu Asagoe con il punteggio di 6–3, 6–3

### Doppio
Shinobu Asagoe /  Seiko Okamoto hanno battuto in finale  Els Callens /  Barbara Schett con il punteggio di 2–6, 6–4, 6–3